# Gaspar de Zúñiga y Avellaneda
Gaspar de Zúñiga y Avellaneda, né au château de Cáceres, Espagne en 1507 et mort à Jaén le 2 janvier 1571, est un cardinal espagnol du XVIe siècle. Il est un neveu de cardinal Íñigo López de Mendoza y Zúñiga (1530).

## Repères biographiques
Gaspar de Zúñiga étudie à l'université de Salamanque et y est professeur. En 1550 il est élu évêque de Ségovie. Mgr de Zúñiga participe à deux sessions du concile de Trente. En 1558 il est promu archevêque de Saint-Jacques-de-Compostelle et transféré à Séville en 1569, mais ne visite jamais l'archidiocèse.
Le pape Pie V le crée cardinal lors du consistoire du 17 mai 1570.